# Planes
Planes – gmina w Hiszpanii, w prowincji Alicante, we wspólnocie autonomicznej Walencja, o powierzchni 38,87 km². W 2011 roku liczyła 831 mieszkańców.